# Maansteen (edelsteen)
Maansteen is een natrium-kalium-aluminium-silicaat met de chemische formule (Na,K)AlSi3O8.

## Etymologie
Maansteen heet zo vanwege de glans, die wordt veroorzaakt door diffractie van het licht in een microstructuur die bestaat uit zeer dunne laagjes veldspaat, die doet denken aan maanlicht.

## Geschiedenis
Maansteen wordt al sinds de oudheid als edelsteen bewerkt. De Romeinen bewonderden maansteen, omdat zij geloofden dat deze bestond uit gestolde maanstralen. Zowel de Grieken als de Romeinen associeerden maansteen met hun maangoden en -godinnen. Meer recent was maansteen populair tijdens de jugendstil-periode. De Franse edelsmid René Lalique en anderen maakten grote aantallen sieraden met maansteen.

## Geologie
De meestvoorkomende maansteen bestaat uit het mineraal orthoklaas. De plagioklaasveldspaat oligoklaas vormt ook maansteen. Maansteen is een veldspaat met een parelmoer- of glasglans.

## Ontstaan
Maansteen bestaat in het algemeen uit twee soorten veldspaat, orthoklaas en albiet. De twee soorten komen in de vorm van een mengkristal voor. Als een dergelijk mengkristal afkoelt, ontstaat er ontmenging in de vorm van afwisselende laagjes orthoklaas en albiet. Wanneer licht op deze dunne laagjes valt, wordt het in vele richtingen verspreid (adularescentie). Dat verklaart het gebruik van maansteen als siersteen.

## Voorkomen
Er komen maansteenafzettingen voor in Australië, de Centrale Alpen, Mexico, Madagaskar, Myanmar, Noorwegen, Polen, India, Sri Lanka
en de Verenigde Staten.